# Tân Bình, thành phố Thái Bình
Tân Bình là một xã cũ thuộc thành phố Thái Bình, tỉnh Thái Bình, Việt Nam.
Xã có diện tích 3,79 km², dân số năm 2007 là 4.674 người, mật độ dân số đạt 1.233 người/km².

## Lịch sử
Theo Nghị quyết số 1666/NQ-UBTVQH15 ra tháng 6 năm 2025, sáp nhập tỉnh Thái Bình vào tỉnh Hưng Yên, giải hai thể đơn vị hành chính là huyện Vũ Thư và Thành phố Thái Bình.
Thành lập phường Thái Bình trực thuộc tỉnh Hưng Yên trên cơ sở hợp nhất diện tích tự nhiên và dân số của 3 xã của huyện Vũ Thư là Tân Phong, Tân Hòa, Phúc Thành và 4 địa phương thuộc Thành phố Thái Bình là các phường Lê Hồng Phong, Bồ Xuyên, Tiền Phong và xã Tân Bình.

## Văn hóa
Xã Tân Bình là quê hương của danh nhân Bùi Quang Dũng, vị tướng nhà Đinh có công đánh dẹp loạn 12 sứ quân và lập ấp ở Thái Bình. Hiện còn Từ đường Bùi Quang Dũng là di tích lịch sử văn hóa lâu đời.